# Strakapoud
Strakapoud je český název pro rod datlovitých ptáků Dendrocopos a zároveň pro všechny ptáky z rodu Picoides kromě skupiny tří druhů Picoides sensu stricto, které v češtině označujeme jako datlíci. Je známo 33 druhů strakapoudů, v Česku jich žije 5 (strakapoud bělohřbetý, strakapoud jižní, strakapoud malý, strakapoud prostřední a strakapoud velký).
Strakapoud malý je někdy řazen do rodu Picoides.

## Druhy
- rod Dendrocopos
  - strakapoud arabský (Dendrocopos dorae)
  - strakapoud balúčistánský (Dendrocopos assinilis)
  - strakapoud bělohřbetý (Dendrocopos leucotos)
  - strakapoud bělokřídlý (Dendrocopos leucopterus)
  - strakapoud filipínský (Dendrocopos maculatus)
  - strakapoud hnědočelý (Dendrocopos auriceps)
  - strakapoud hnědohřbetý (Dendrocopos obsoletus)
  - strakapoud indický (Dendrocopos mahrattensis)
  - strakapoud jižní (Dendrocopos syriacus)
  - strakapoud karmínovoprsý (Dendrocopos cathpharius)
  - strakapoud malý (Dendrocopos minor)
  - strakapoud nejmenší (Dendrocopos moluccensis)
  - strakapoud pradéšský (Dendrocopos himalayensis)
  - strakapoud prostřední (Dendrocopos medius)
  - strakapoud proužkobřichý (Dendrocopos atratus)
  - strakapoud proužkoprsý (Dendrocopos macei)
  - strakapoud rezavobřichý (Dendrocopos hyperythrus)
  - strakapoud suluský (Dendrocopos ramsayi)
  - strakapoud šedotemenný (Dendrocopos canicapillus)
  - strakapoud Temminckův (Dendrocopos temminckii)
  - strakapoud tmavý (Dendrocopos darjellensis)
  - strakapoud ussurijský (Dendrocopos kizuki)
  - strakapoud velký (Dendrocopos major)
- rod Picoides
  - strakapoud americký (Picoides villosus)
  - strakapoud arizonský (Picoides arizonae)
  - strakapoud kalifornský (Picoides nuttallii)
  - strakapoud kokardový (Picoides borealis)
  - strakapoud mniší (Picoides albolarvatus)
  - strakapoud osikový (Picoides pubescens)
  - strakapoud páskovaný (Picoides lignarius)
  - strakapoud proužkohřbetý (Picoides scalaris)
  - strakapoud savanový (Picoides mixtus)
  - strakapoud Stricklandův (Picoides stricklandii)